# System Enabler
System Enabler sind hardwarespezifische Systemergänzungen des klassischen Mac OS, um ein bestimmtes Macintosh-Modell an eine Betriebssystemversion anzupassen. Es handelt sich dabei um eine einzelne Datei im Systemordner, die beim Systemstart geladen wird.
System Enabler wurden gebraucht, um ein Mac OS an bestimmte Rechnermodelle anzupassen, wenn Unterschiede in der Hardware dies erforderten. Die üblicherweise nur geringen Änderungen wurden in die nächste Mac-OS-Version eingearbeitet, so dass ein System Enabler für einen bestimmten Macintosh üblicherweise nur bis zur nächsten Betriebssystem-Aktualisierung benötigt wurde.
Apple führte System Enabler mit System 7.1 ein, um das Betriebssystem an die Vielzahl der verschiedenen Macintosh-Modelle anzupassen. Diese Anpassungen wurden in das deutlich umfangreichere System 7.5 integriert. Danach wurden System Enabler verwendet, um ein neu erscheinendes Rechnermodell an das jeweils aktuelle Mac OS anzupassen. Nach Mac OS 8.1 wurden neue Macs mit einer speziell angepassten Version des aktuellen Betriebssystems ausgeliefert, so dass System Enabler nicht mehr notwendig waren.